# Buthus atlantis
Espèce
Synonymes
- Tityus tenuimanus Banks, 1910

Buthus atlantis est une espèce de scorpions de la famille des Buthidae.

## Distribution
Cette espèce est endémique du Maroc. Elle se rencontre d'Essaouira à Agadir.

## Description
La femelle holotype mesure 89 mm.

## Publication originale
- Pocock, 1889 : « Notes on some Buthidae, new and old. » Annals and Magazine of Natural History, sér. 6, vol. 3, p. 334–351 (texte intégral).